# Príncipe (unidade)
Príncipes (singular: princeps) eram lanceiros, e posteriormente espadachins, nos exércitos do início da República Romana. Eles eram homens no auge de suas vidas que eram razoavelmente ricos e podiam pagar por equipamento decente. Formavam a infantaria mais pesada da legião, carregavam grandes escudos e usavam boas armaduras.
Posicionavam-se na segunda linha de batalha. Os príncipes foram extintos, como classe de infantaria, após a reforma mariana de 107 A.C., quando as legiões romanas foram armadas de modo uniforme.